# Astragalus varius
Astragalus varius är en ärtväxtart som beskrevs av Samuel Gottlieb Gmelin. Astragalus varius ingår i släktet vedlar, och familjen ärtväxter. Inga underarter finns listade i Catalogue of Life.